# Nati nel 1922/Settembre
| Questa pagina contiene informazioni ricavate automaticamente dalle voci biografiche con l'ausilio del template Bio e di un bot. L'aggiornamento è periodico e automatico e ricostruisce completamente la pagina. Se manca una persona in questa lista, sei pregato di non aggiungerla, ma accertati piuttosto che la sua voce biografica contenga il template Bio e che i dati anagrafici siano correttamente compilati. Se il template Bio manca, inseriscilo tu stesso o, in alternativa, metti l'avviso {{tmp\|Bio}} che ne segnala la mancanza. Se i dati riportati sono sbagliati, correggi direttamente la voce biografica; le modifiche saranno visibili in questa lista entro pochi giorni. Per chiarimenti vedi il progetto biografie. La lista contiene solo le 168 persone che sono citate nell'enciclopedia e per le quali è stato implementato correttamente il template Bio. Pagina aggiornata al 10 ago 2025. |

- 1º settembre - Romualdo Chiesa, politico e partigiano italiano († 1944)
- 1º settembre - Primo Cresta, partigiano italiano († 2003)
- 1º settembre - Yvonne De Carlo, attrice, cantante e ballerina canadese († 2007)
- 1º settembre - Vittorio Gassman, attore e regista italiano († 2000)
- 1º settembre - Melvin Laird, politico e saggista statunitense († 2016)
- 1º settembre - Jim Seminoff, cestista statunitense († 2001)
- 1º settembre - Balthasar Woll, militare tedesco († 1996)
- 2 settembre - Emilio Argiroffi, politico e poeta italiano († 1998)
- 2 settembre - Arthur Ashkin, fisico statunitense († 2020)
- 3 settembre - Wayne Green, editore e scrittore statunitense († 2013)
- 3 settembre - Aleksandr Petrovič Každan, bizantinista russo († 1997)
- 3 settembre - Burt Kennedy, regista e sceneggiatore statunitense († 2001)
- 3 settembre - Gianni Mattioni, calciatore italiano († 1990)
- 4 settembre - Giuseppe Caleri, calciatore italiano
- 4 settembre - Rosalio José Castillo Lara, cardinale e arcivescovo cattolico venezuelano († 2007)
- 4 settembre - Volturno Diotallevi, allenatore di calcio e calciatore italiano († 1994)
- 4 settembre - Donal Foley, giornalista e editore irlandese († 1981)
- 4 settembre - Margaret S. Collins, entomologa statunitense († 1996)
- 4 settembre - Ramón Malla Call, vescovo cattolico spagnolo († 2014)
- 4 settembre - Walther Reyer, attore austriaco († 1999)
- 4 settembre - Wladimiro Tulli, pittore italiano († 2003)
- 4 settembre - René Wohler, cestista svizzero († 2017)
- 5 settembre - Piet Bakers, calciatore olandese († 1998)
- 5 settembre - Gianni Hecht Lucari, produttore cinematografico e produttore televisivo italiano († 1998)
- 5 settembre - Denys Wilkinson, fisico britannico († 2016)
- 6 settembre - Ilia Coppi, partigiana e politica italiana († 2016)
- 6 settembre - Alma Sabatini, linguista e attivista italiana († 1988)
- 6 settembre - Gina Tiossi, italiana († 2014)
- 6 settembre - Austin Wright, scrittore, critico letterario e saggista statunitense († 2003)
- 7 settembre - Paulo Autran, attore brasiliano († 2007)
- 8 settembre - Sid Caesar, comico, personaggio televisivo e sceneggiatore statunitense († 2014)
- 8 settembre - George Estman, pistard sudafricano († 2006)
- 8 settembre - Harry Harris, regista televisivo statunitense († 2009)
- 8 settembre - Peter Kerr, XII marchese di Lothian, politico scozzese († 2004)
- 8 settembre - Lyndon LaRouche, politico e attivista statunitense († 2019)
- 8 settembre - Natal'ja Fëdorovna Meklin, militare sovietica († 2005)
- 8 settembre - Antonella Newland, giornalista e filantropa scozzese († 2007)
- 8 settembre - Héctor Rossetto, scacchista argentino († 2009)
- 9 settembre - Bernard Bailyn, storico statunitense († 2020)
- 9 settembre - John Bosak, cestista statunitense († 1994)
- 9 settembre - Hoyt Curtin, compositore e produttore discografico statunitense († 2000)
- 9 settembre - Hans Dehmelt, fisico tedesco († 2017)
- 9 settembre - Manōlīs Glezos, scrittore, politico e partigiano greco († 2020)
- 9 settembre - Fortune Gordien, discobolo e pesista statunitense († 1990)
- 9 settembre - Billy Graham, pugile statunitense († 1992)
- 9 settembre - Warwick Kerr, biologo, genetista e entomologo brasiliano († 2018)
- 9 settembre - Witold Lesiewicz, regista e sceneggiatore polacco († 2012)
- 10 settembre - Hans Baltisberger, pilota motociclistico tedesco († 1956)
- 10 settembre - Rudolf Kaiser, progettista tedesco († 1991)
- 10 settembre - André Pieters, ciclista su strada belga († 2001)
- 11 settembre - Robert Day, regista e sceneggiatore britannico († 2017)
- 11 settembre - Ján Droják, calciatore slovacco († 2004)
- 11 settembre - Rodolfo Freude, politico argentino († 2003)
- 11 settembre - Len Phillips, calciatore inglese († 2011)
- 11 settembre - Antonino Uccello, antropologo e poeta italiano († 1979)
- 12 settembre - Antonio Cafiero, politico argentino († 2014)
- 12 settembre - John Chambers, truccatore statunitense († 2001)
- 12 settembre - Isacco Nahoum, politico e partigiano italiano († 1990)
- 13 settembre - Marco Brandolin, calciatore italiano († 2018)
- 13 settembre - Charles Brown, cantante e pianista statunitense († 1999)
- 13 settembre - Jozef Karel, allenatore di calcio e calciatore cecoslovacco († 2005)
- 13 settembre - Eleonora Morana, attrice italiana († 2011)
- 13 settembre - Aristide Nascenzi, calciatore italiano († 2015)
- 13 settembre - Antonia Pantojas, attivista e educatrice portoricana († 2002)
- 13 settembre - Edi Rada, pattinatore artistico su ghiaccio austriaco († 1997)
- 13 settembre - Yma Sumac, cantante peruviana († 2008)
- 14 settembre - Michel Auclair, attore francese († 1988)
- 14 settembre - Giorgio Basadonna, presbitero, saggista e docente italiano († 2008)
- 14 settembre - Frances Bergen, attrice statunitense († 2006)
- 14 settembre - Ivano Corghi, allenatore di calcio e calciatore italiano († 2006)
- 14 settembre - Şükrü Gülesin, dirigente sportivo, giornalista e calciatore turco († 1977)
- 14 settembre - Lucien Nortier, illustratore, disegnatore e sceneggiatore francese († 1994)
- 14 settembre - Amato Novelli, patologo e poeta italiano († 2009)
- 14 settembre - Bruno Paparella, attivista italiano († 1977)
- 15 settembre - Bob Anderson, attore e schermidore britannico († 2012)
- 15 settembre - Harry Betts, compositore e trombonista statunitense († 2012)
- 15 settembre - Sandro Cantone, politico italiano († 2015)
- 15 settembre - Jackie Cooper, attore, regista e produttore televisivo statunitense († 2011)
- 15 settembre - Gaetano Cozzi, storico italiano († 2001)
- 15 settembre - Vera Kaščeeva, medico sovietico († 1975)
- 15 settembre - Vasil Laçi, patriota albanese († 1941)
- 15 settembre - Mary Soames, nobildonna britannica († 2014)
- 15 settembre - Sergio de Castro, artista argentino († 2012)
- 16 settembre - Guy Hamilton, regista e sceneggiatore britannico († 2016)
- 16 settembre - Vittorio Marulli, ammiraglio italiano († 2000)
- 16 settembre - Marcel Mouloudji, cantante, compositore e attore francese († 1994)
- 16 settembre - Guido Nobel, sindacalista, politico e dirigente d'azienda svizzero († 2002)
- 16 settembre - Janis Paige, attrice statunitense († 2024)
- 16 settembre - Ursula Wölfel, scrittrice tedesca († 2014)
- 17 settembre - Aldo Braibanti, scrittore, sceneggiatore e drammaturgo italiano († 2014)
- 17 settembre - Francescopaolo D'Angelosante, politico e avvocato italiano († 1997)
- 17 settembre - Ettore Di Filippo, arcivescovo cattolico italiano († 2006)
- 17 settembre - Antonio Fiamma, politico italiano († 2014)
- 17 settembre - Svend Jørgen Hansen, calciatore danese († 2006)
- 17 settembre - Agostinho Neto, politico e poeta angolano († 1979)
- 17 settembre - Ibérico Saint-Jean, militare e avvocato argentino († 2012)
- 17 settembre - Frank Spellman, sollevatore statunitense († 2017)
- 18 settembre - Luciano Erba, poeta, critico letterario e traduttore italiano († 2010)
- 18 settembre - Luigi Faita, calciatore italiano
- 18 settembre - Grayson Hall, attrice statunitense († 1985)
- 18 settembre - Les Pugh, cestista statunitense († 1979)
- 19 settembre - Renato Avellani, calciatore italiano
- 19 settembre - Mario Borrelli, prete, sociologo e educatore italiano († 2007)
- 19 settembre - Giuseppe Bravin, partigiano italiano († 1944)
- 19 settembre - Giuseppe Francescato, linguista italiano († 2001)
- 19 settembre - Damon Knight, scrittore di fantascienza, curatore editoriale e critico letterario statunitense († 2002)
- 19 settembre - Pierre Magnan, scrittore francese († 2012)
- 19 settembre - Märta Norberg, fondista svedese († 2020)
- 19 settembre - Willie Pep, pugile statunitense († 2006)
- 19 settembre - Hans Conrad Peyer, storico svizzero († 1994)
- 19 settembre - Luciano Radi, politico italiano († 2014)
- 19 settembre - Elio Torriani, calciatore italiano († 1984)
- 19 settembre - Dana Zátopková, giavellottista cecoslovacca († 2020)
- 19 settembre - Emil Zátopek, mezzofondista e maratoneta cecoslovacco († 2000)
- 20 settembre - Astolfo Benini, calciatore italiano
- 20 settembre - Dandolo Brondi, calciatore italiano
- 20 settembre - Giuseppe Comini, schermidore italiano († 2011)
- 20 settembre - Vladimir Vasil'evič Monachov, regista sovietico († 1983)
- 20 settembre - Lori Randi, attrice e cantante italiana († 2017)
- 21 settembre - Lee Hee-ho, attivista sudcoreana († 2019)
- 21 settembre - Hugh Lloyd-Jones, filologo classico e grecista britannico († 2009)
- 22 settembre - John Watson Aldridge, scrittore statunitense († 2007)
- 22 settembre - László Dániel, militare e aviatore ungherese († 2020)
- 22 settembre - Fulvio Sbarretti, carabiniere italiano († 1944)
- 22 settembre - Randhir Singh Gentle, hockeista su prato indiano († 1981)
- 22 settembre - In Tam, politico cambogiano († 2006)
- 22 settembre - Milt Ticco, cestista e giocatore di baseball statunitense († 2002)
- 23 settembre - Joannis Avramidis, scultore sovietico († 2016)
- 23 settembre - Louise Latham, attrice statunitense († 2018)
- 23 settembre - Giovanni Nesti, cestista e allenatore di pallacanestro italiano († 2011)
- 23 settembre - Mario Vaghi, politico italiano († 1978)
- 23 settembre - Dario Zanelli, giornalista e critico cinematografico italiano († 2000)
- 24 settembre - Ettore Bastianini, baritono italiano († 1967)
- 24 settembre - Danilo Cubattoli, presbitero e critico cinematografico italiano († 2006)
- 24 settembre - Franco Del Pace, politico e partigiano italiano († 2001)
- 24 settembre - Angelo Donelli, psichiatra e educatore italiano († 2011)
- 24 settembre - Bert I. Gordon, regista, sceneggiatore e produttore cinematografico statunitense († 2023)
- 24 settembre - Cornell MacNeil, baritono statunitense († 2011)
- 24 settembre - Jørgen Sørensen, calciatore danese († 1999)
- 24 settembre - Nicola Vaccaro, politico italiano († 1964)
- 25 settembre - Hammer DeRoburt, politico nauruano († 1992)
- 25 settembre - Roger Etchegaray, cardinale e arcivescovo cattolico francese († 2019)
- 25 settembre - Ilario Fioravanti, scultore, pittore e artista italiano († 2012)
- 25 settembre - Luciano Salce, regista, attore e sceneggiatore italiano († 1989)
- 25 settembre - Antonio Santangelo Fulci, militare italiano († 1943)
- 25 settembre - Constantin Teașcă, allenatore di calcio e calciatore rumeno († 1996)
- 26 settembre - Tom Brown, tennista statunitense († 2011)
- 26 settembre - Attilio Carminati, scrittore italiano († 2013)
- 26 settembre - Nicola Romanovič Romanov, principe russo († 2014)
- 27 settembre - Vincenzo Aliberti, politico e avvocato italiano († 1997)
- 27 settembre - Håkon Kindervåg, calciatore norvegese († 1990)
- 27 settembre - Luigi Moretti, storico e epigrafista italiano († 1991)
- 27 settembre - Arthur Penn, regista e produttore cinematografico statunitense († 2010)
- 28 settembre - Zdeněk Chlup, cestista cecoslovacco († 2002)
- 28 settembre - Knut Dahlen, calciatore norvegese († 1999)
- 28 settembre - Ruggiero Orofino, tenore italiano († 2021)
- 29 settembre - Vitale Artese, politico italiano († 2002)
- 29 settembre - Esther Brand, altista e discobola sudafricana († 2015)
- 29 settembre - Francisco Calvet, calciatore spagnolo († 2001)
- 29 settembre - Morio Kasai, chirurgo giapponese († 2008)
- 29 settembre - Michele Puddu, militare e poliziotto italiano († 1944)
- 29 settembre - José Pujol, pallanuotista spagnolo († 2013)
- 29 settembre - Lizabeth Scott, attrice e modella statunitense († 2015)
- 30 settembre - Majhemout Diop, politico e storico senegalese († 2007)
- 30 settembre - Lamont Johnson, regista e attore statunitense († 2010)
- 30 settembre - Michel Lemoine, attore e regista francese († 2013)
- 30 settembre - Hrishikesh Mukherjee, regista indiano († 2006)
- 30 settembre - Oscar Pettiford, contrabbassista e violoncellista statunitense († 1960)